# Щербаковка (Челябинская область)
Щербако́вка — село в Каслинском районе Челябинской области России. Входит в состав Григорьевского сельского поселения.

## География
Село находится на левом берегу одноимённой реки, вблизи трассы М5 Екатеринбург — Челябинск, на расстоянии примерно 32 км к северо-востоку (NNE) от города Касли, административного центра района. Абсолютная высота — 255 м над уровнем моря.

## История
Щербаковка была основана в XVIII веке как выселок из Щелкунской слободы. В 1916 году в селе был открыт пивоваренный завод. С конца 20-х годов XX века на территории села функционировала бригада колхоза имени Калинина, а позднее — бригада северного отделения совхоза «Булзинский». С точки зрения административно-территориального подчинения село до 1917 года относилось к Щелкунской волости Пермской губернии, а в период до 1958 года являлось частью Свердловской области. В 1958 году село было передано в состав Клеопинского сельсовета Каслинского района.

## Население
| 2002 | 2010 |
| ---- | ---- |
| 346  | ↘269 |

### Половой состав
По данным Всероссийской переписи, в 2010 году численность населения села составляла 269 человек (132 мужчины и 137 женщин).

## Улицы
| - ул. 8 Марта, - ул. Калинина, - ул. Колхозная, | - пер. Колхозный, - ул. Ленина, - ул. Надежды, | - ул. Новая, - ул. Плеханова, - ул. Советская. |

## Известные уроженцы
- Пешехонов, Владимир Павлович (род. 1950) — советский легкоатлет, бегун на длинные дистанции, кроссу и марафону. Мастер спорта СССР.